# ACS Sepsi OSK Sfântu Gheorghe
El ACS Sepsi (en español: Asociación de Clubes Deportivos Sepsi y Oltul de Sfântu Gheorghe) es un equipo de fútbol de Rumania que juega en la Liga II, la segunda división de fútbol en el país.

## Historia
Fue fundado en el año 2011 en la ciudad de Sfântu Gheorghe en el distrito de Covasna para continuar con la tradición del fútbol en la ciudad luego de que desapareciera el Oltul SK, del cual era aficionado el actual propietario del club.
En la temporada 2016/17 el club finalizó en segundo lugar de la Liga II, con lo que jugará por primera vez en su historia en la Liga I y también será el primer equipo del distrito de Covasna en participar en la máxima categoría.

## Palmarés
- Copa de Rumanía (2): 2021–22, 2022-23
- Supercopa de Rumania (2): 2022, 2023
- Liga III (1): 2015–16[6]
- Liga IV-Distrito de Covasna (1): 2013–14[7][8]
- Liga V-Distrito de Covasna (1): 2011–12[9]

## Entrenadores
- László Kulcsár (2011-2012)
- Valentin Suciu (2013-2017)
- Sándor Nagy (interino) (2017)
- Eugen Neagoe (2017-2019)
- Marin Barbu (interino) (2019)
- Csaba László (2019)
- Leontin Grozavu (2019-2021)
- Cristiano Bergodi (2021-2023)[10]
- Liviu Ciobotariu (2023-)

## Participación en competiciones de la UEFA
| Temporada | Torneo                        | Ronda             | Club               | Casa      | Visita    | Global      |
| --------- | ----------------------------- | ----------------- | ------------------ | --------- | --------- | ----------- |
| 2021–22   | UEFA Europa Conference League | 2° Clasificatoria | Spartak Trnava     | 1–1 (aet) | 0–0       | 1–1 (3–4 p) |
| 2022–23   | UEFA Europa Conference League | 2° Clasificatoria | Olimpija Ljubljana | 3–1       | 0–2 (aet) | 3–3 (4–2 p) |
| 2022–23   | UEFA Europa Conference League | 3° Clasificatoria | Djurgårdens        | 1–3       | 1–3       | 2–6         |
| 2023–24   | UEFA Europa Conference League |                   | CSKA Sofia         | 4–0       | 2–0       | 6–0         |
| 2023–24   | UEFA Europa Conference League | 3° Clasificatoria | Aktobe             | 1−1       | 1−0       | 2−1         |
| 2023–24   | UEFA Europa Conference League | Playoff           | Bodø/Glimt         | 2−2       | 2−3 (aet) | 4−5         |